# PalaMaggiò
Das PalaMaggiò (voller Name: Palazzo dello sport Giovanni Maggiò) ist eine Mehrzweckhalle in der italienischen Gemeinde Castel Morrone, Provinz Caserta. Hauptsächlich wird die Arena in der Region Kampanien für Basketballspiele genutzt. Der Basketballverein Sporting Club Juvecaserta bestreitet  im PalaMaggiò seine Heimspiele.

## Geschichte
Erbaut und eröffnet wurde die Veranstaltungsstätte 1982. Die Halle mit einer Zuschauerkapazität von 6387 Besuchern wurde als Palazzo dello sport Giovanni Maggiò eröffnet und ist nach Giovanni Maggiò, Sportfunktionär und ehemaliger Präsident von Sporting Club Juvecaserta, benannt. Die Veranstaltungshalle war ebenfalls der Austragungsort des Endspiels der Futsal-Europameisterschaft 2003.
Künstler und Bands wie Gianna Nannini, Duran Duran, Laura Pausini, Simply Red, Elisa, Il Volo, Antonello Venditti, Lali, Eric Clapton, Jovanotti, Claudio Baglioni, Vasco Rossi, Litfiba, Ligabue, Pooh, Negramaro, Bruce Springsteen, Subsonica, Stratovarius, Renato Zero, Eros Ramazzotti, Tiziano Ferro und Modà gaben in der Halle Konzerte.